# شری لینت سم
شری لینت سم (انگلیسی: Sheri Sam؛ زادهٔ ۵ مهٔ ۱۹۷۴) بازیکن بسکتبال اهل ایالات متحده آمریکا است.
وی در مسابقات کشوری و بین‌المللی در مجموع برندهٔ ۲ مدال طلا شده‌است.